# Baryconus pulchricornis
Baryconus pulchricornis är en stekelart som först beskrevs av Alan Parkhurst Dodd 1926.  Baryconus pulchricornis ingår i släktet Baryconus och familjen Scelionidae. Inga underarter finns listade.